# 川西市立川西南中学校
川西市立川西南中学校（かわにししりつ かわにしみなみちゅうがっこう）は、兵庫県川西市久代3丁目にある公立中学校。
地元では南中（なんちゅう）もしくは川南（かわなん）の愛称で呼ばれている。市内最南端の中学校である。

## 沿革
- 1961年（昭和36年）4月1日 - 川西市立川西中学校より、分離開校。

## 部活動

### 運動部
- 野球部
- サッカー部
- ソフトテニス部
- バスケットボール部
- 陸上競技部
- 女子バレーボール部
- 卓球部
- 剣道部

### 文化部
- 吹奏楽部
- 美術部

## 校区
- 川西市立久代小学校
- 川西市立加茂小学校[2]
- 川西市立川西小学校[3]

## 制服
新制服の導入が決まっていて学校関係者でエンブレムのデザインの募集がされていた。
- - 冬服は新型ブレザー、新型カッターシャツ、ネクタイ、スラックスまたはスカート
  - 夏服はポロシャツ、スラックスまたはスカート

## 著名な出身者
- 古田敦也（元プロ野球選手）- 1978年入学。本中学校の野球部先輩によるいじめで1年1学期に野球部を退部、1年2学期より、宝塚市立南ひばりガ丘中学校に転出[5]。
- 藤原功次郎（トロンボーン奏者）- 2000年卒業[6]
- 山口かなめ（元バレーボール選手）- 2005年卒業

## 通学区域が隣接している学校
- 川西市立川西中学校
- 宝塚市立南ひばりガ丘中学校
- 伊丹市立荒牧中学校
- 伊丹市立東中学校
- 大阪府池田市立北豊島中学校
- 大阪府池田市立池田中学校